# Mooie dag (Jayh)
Mooie dag is een single van de Nederlandse zanger Jayh uit 2014. 

## Achtergrond
Mooie dag is geschreven door Jan Tekstra, Mohamed Fouradi, Jaouad Ait Taleb Nasser, Kim Arzbach en Cimo Fränkel en geproduceerd door Soulsearchin' en Kim Arzback. Het is een nederpoplied waarin de zanger zingt over een dag waar veel dingen niet goed lopen. Hij geeft er echter een positieve draai aan en beleeft een mooie dag. In de bijbehorende videoclip worden de negatieve ervaringen, zoals verbrande toast of een gestolen fiets, uitgebeeld. De muziekvideo is geregisseerd door Aaron van Valen. De B-kant van de single, welke werd uitgebracht op nieuwjaarsdag van 2014, is een instrumentale versie van het lied. De single heeft in Nederland de platina status.

## Hitnoteringen
De single had enkele successen in de Nederlandse hitlijsten. In de Single Top 100 piekte het op de zestiende positie en stond het 29 weken in de lijst. De piekpositie in de Top 40 was de 24e plaats. Het was tien weken in deze hitlijst te vinden. 